# Abbaye de Bourgueil
Pour les articles homonymes, voir Abbaye Saint-Pierre.
L’abbaye de Bourgueil, plus précisément l’abbaye Saint-Pierre de Bourgueil-en-Vallée, est une abbaye bénédictine, qui adopte la réforme de Saint-Maur en 1630. Elle est située à Bourgueil, autrefois Burgolium, dans le pays du Bourgueillois, dépendant avant 1790 de l’élection de Saumur, du siège royal de Chinon et du diocèse d'Angers, donc de l'Anjou historique. Mais de nos jours Bourgueil est en Indre-et-Loire. Cette importante abbaye est fondée en 990 par Emma, fille de Thibaud le Tricheur, comtesse de Blois et duchesse d’Aquitaine.
Très rapidement, du Xe siècle au XVIIIe siècle, cette abbaye a sous sa dépendance 42 prieurés, 64 paroisses et un ermitage de l’Angoumois à l’Isle de France en passant par la Lorraine. Un des abbés, Baudri de Bourgueil, loue avec ses poèmes le vin que les moines contribuent à développer dans la région… Elle est aussi célèbre pour ses vastes jardins chantés par Ronsard. François Rabelais veut donner à son moine l'abbaye de Bourgueil, où ceux-ci développent la culture de la vigne et améliorent la qualité des cépages. L'abbaye devient une baronnie relevant du roi. Beaucoup de familles, nobles ou non, viennent dans le Bourgueillois pour occuper une fonction liée à la présence de l’abbaye. Même les rois ou futurs rois et les reines séjournent à l’abbaye Saint-Pierre de Bourgueil-en-Vallée et y prennent des décisions importantes. En 1156, Henri II Plantagenêt y tient les États généraux de ses provinces. En 1208, le pape Innocent III prend l’abbaye sous sa protection directe. Ravagée par les Grandes compagnies et les Anglais, pendant la guerre de Cent Ans, détruite en partie par des Huguenots, voulant se venger des crimes de l’un de ses abbés, Saint-Pierre est à plusieurs reprises, pendant les 801 ans de son existence, reconstruite en partie, agrandie, restaurée… Au XVIe siècle, elle est mise en commende. À la Révolution, l'Assemblée nationale, disposant des biens ecclésiastiques, chasse en 1791 les moines. L'abbaye de Bourgueil est ruinée par les destructions qui s’ensuivent, mais il reste néanmoins encore trois groupes de bâtiments datant d’avant 1789.

## Fondation de l’abbaye

Bourgueil est avant 1789 une abbaye angevine.

Bourgueil est l’un des mansiones placés sur la grande voie romaine allant d’Angers à Tours. D’autres voies romaines arrivent à Burgolium. Avant 977, ces terres appartiennent à Thibaut Ier « le Tricheur », comte de Blois. Il les donne en dot à sa fille Emma. Avant 977, des moines sont déjà établis à Bourgueil dans un prieuré.
Emma de Blois, duchesse d’Aquitaine, lassée des nombreux adultères de son mari, Guillaume IV d'Aquitaine (935-995), notamment sa liaison avec Aldéarde de Thouars, se venge en faisant rudoyer et violer sa rivale lors d'une rencontre. Elle trouve refuge avec son jeune fils, le futur Guillaume le Grand, chez son frère Eudes Ier de Blois au château de Chinon.
Les comtes de Blois sont une famille très pieuse. Leur oncle et leur frère sont archevêques de Bourges. Eudes est abbé laïc de Saint-Martin de Tours et de Marmoutier. Malade, il rentre à l’abbaye de Marmoutier de Tours, où il meurt le jeudi 12 mars 996.
Cette famille, et certains de ses alliés, veut devenir suffisamment puissante pour braver le roi Hugues Capet, en particulier sur la Loire. Ce souverain est pourtant le mari de sa belle-sœur, Adélaïde d'Aquitaine, et son héritier Robert II le Pieux se mariera avec la veuve d’Eudes Ier de Blois, Berthe de Bourgogne.
Ce sont donc des guerres entre parents proches, détenant une grande partie de leur pouvoir de l’Église. La fondation d’une abbaye est donc aussi motivée par des raisons politiques. Elle renforce la puissance de ces princes tout autant que la construction du donjon de Langeais, l'un des premiers bâtis en pierre.

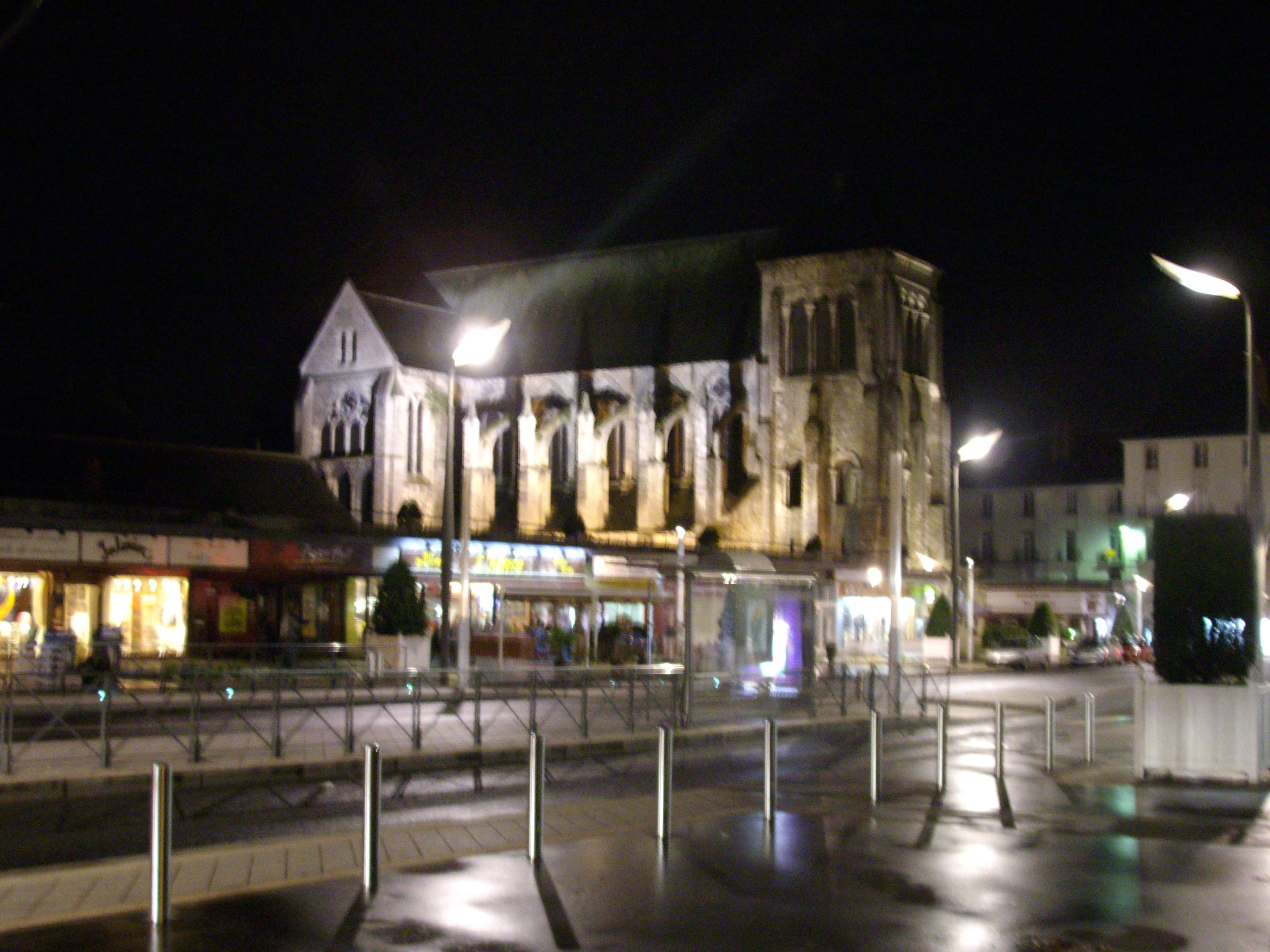
Les premiers moines viennent de l’abbaye de Saint-Julien de Tours.

Emma de Blois fonde en 990 cette abbaye non loin du château de Chinon. Il y a tout lieu de penser que c’est elle aussi qui, prenant sur ses biens venus de son oncle, Herbert III d'Omois, mais surtout d’un grand nombre de domaines qu'elle avait reçus de son mari.[Interprétation personnelle ?] C’est le cas pour Brolium, Longua-Aqua, Oziacum , Vendeia… Le Breuil, Longève, Gazais et La Vendée en Poitou. Son mari, Guillaume IV d'Aquitaine, comte de Poitiers et duc d'Aquitaine, et son fils Guillaume V (969-1030) peuvent eux aussi être considérés comme des fondateurs de cette abbaye. C’est une grosse et riche fondation. Elle comprend de grands domaines, des terres et prés et une grande forêt, avec les eaux de la Loire et de grands droits seigneuriaux et féodaux qui lui donneront par la suite le titre de baronnie.
Ces puissants seigneurs la font bâtir dans cette vallée de l'Authion, située cinq ou six lieues au-dessus de Saumur. Ce lieu est appelé à cette époque la cour de Bourgueil. La duchesse Emma fonde ce monastère pour des religieux de l'ordre de Saint-Benoît, qu'elle envoie quérir à l’abbaye de Saint-Julien de Tours, dont l'abbé, appelé Gaubert ou Guibert, est parent de la duchesse. Les titres de Bourgueil nous insinuent que l'abbé Gaubert et ses religieux s'établirent dès cette année à Bourgueil : Ann. 990 : charte de la fondation de l'abbaye de Bourgueil-en-Vallée, par la comtesse Emma Anno ab incarnatione domini nostri Jesu Christi DCCCC LXXXX.
La confirmation de la fondation que la duchesse Emma obtient du comte Eudes, son frère, et celle qu'il obtint des rois Hugues Capet et Robert, son fils, sont toutes deux de l'an 994. Elles font voir qu'il y a des religieux établis en cette année-là et que l’abbaye a déjà un abbé. Cette fondation est aussi confirmée par deux papes, Jean XV et Sylvestre II, à la charge que les abbés qui seront élus, soient présentés aux futurs ducs d’Aquitaine, descendants d'Emma.
Emma de Blois meurt peut-être le 1er août 1004. Elle est inhumée dans l’église de son abbaye, ce qui est généralement le cas pour les fondateurs d’abbaye.

## L’abbaye au Moyen Âge

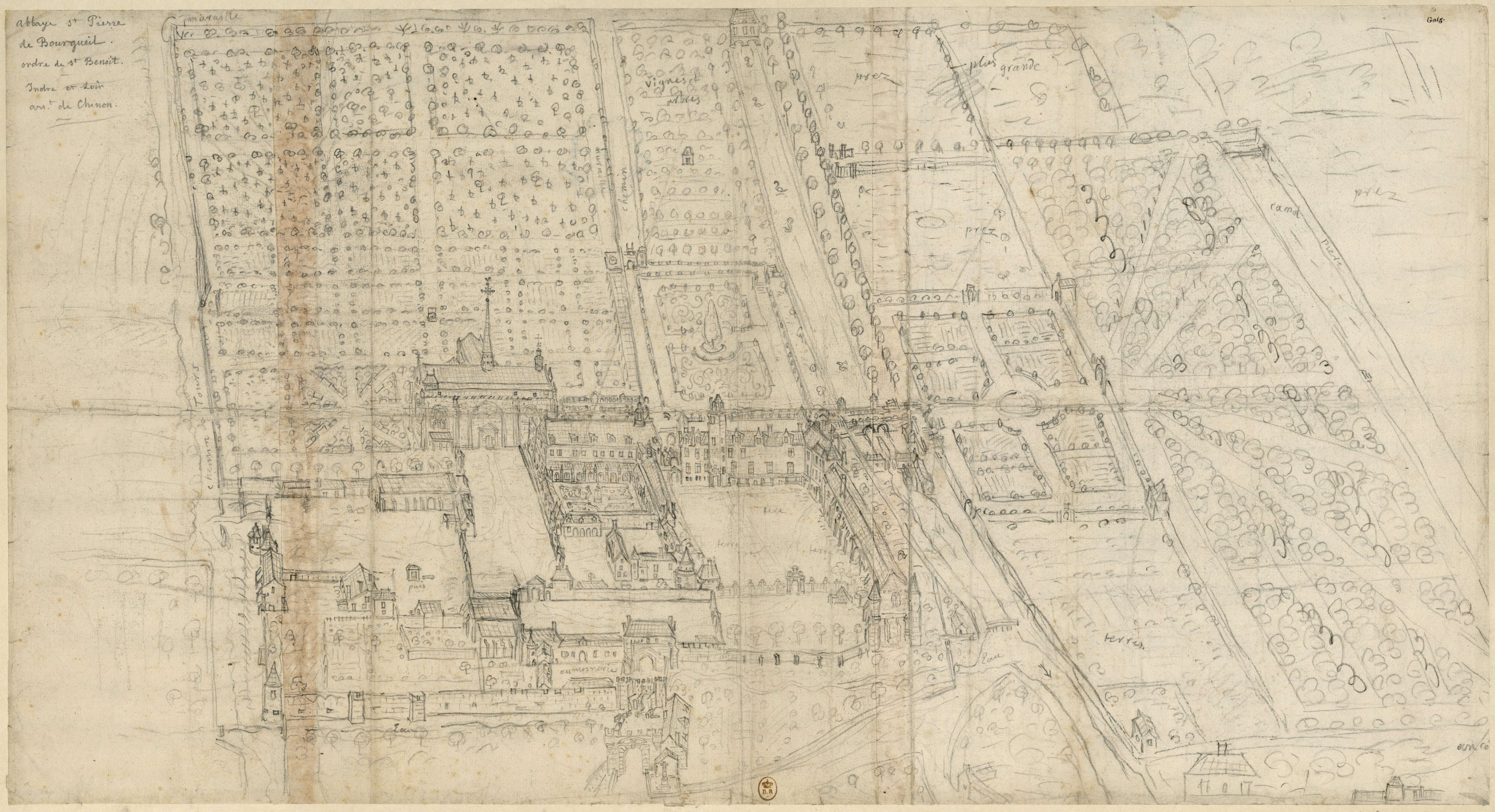
L’abbaye et ses jardins.

La première église abbatiale romane est consacrée en 1001. Elle comporte une tour de sept étages abritant un carillon de neuf cloches. Au Moyen Âge l’abbaye va surtout cultiver l’anis, la coriandre et la réglisse fort appréciées une fois confites dans le sucre.

### Gausbert de Blois

Gausbert de Blois ou Gaubert, ou bien Gobert, Ier abbé de Bourgueil de 991 à 1004. La charte de fondation de l'abbaye qui est de l'année 991, le désigne comme étant à cette époque abbé de l’abbaye de Saint-Julien de Tours. Il est appelé à Bourgueil par la duchesse Emma de Blois, sa parente, pour y conduire des religieux de l'ordre de Saint-Benoît, ce qu'il fait et il les gouverne en qualité d'abbé durant quelques années. Il devient en outre, et simultanément, abbé de Saint-Pierre-de-la-Couture au Mans, de Maillezais et de Marmoutier. L'Histoire littéraire de la France rapportera qu'il réforme ces monastères. En 1001, il y a transaction entre Gausbert, abbé de Bourgueil, et Gautier, chevalier, homme-lige de Foulques Nerra, touchant les droits de viguerie et de justice sur les hommes de Saint-Pierre de Bourgueil, et au sujet des immunités de Bourgueil. La même année, l’abbaye reçoit de la reine Berthe de Bourgogne et de ses fils, Thibaut et Eudes, une charte qui confirme la donation faite à l'abbé Gausbert et aux religieux de Bourgueil, par Emma, comtesse de Poitiers, de différents lieux situés dans le pays d'Évreux, Coldra videlicet et Longavilla. Gausbert obtient une bulle du pape Sylvestre II une bulle qui confirme à cette abbaye tous les biens qu’elle possède. À Chinon, la chapelle Sainte-Melaine est construite à cette époque par les moines de l'abbaye de Bourgueil. Elle verra mourir Henri II d'Angleterre.
Gausbert meurt à Bourgueil, le 27 septembre 1007, suivant Mabillon et Dom Martène et est inhumé dans l'abbaye Saint-Pierre de Bourgueil dans la salle capitulaire, selon Carré de Busserole.

### Les successeurs de Gausbert de Blois auXIesiècle

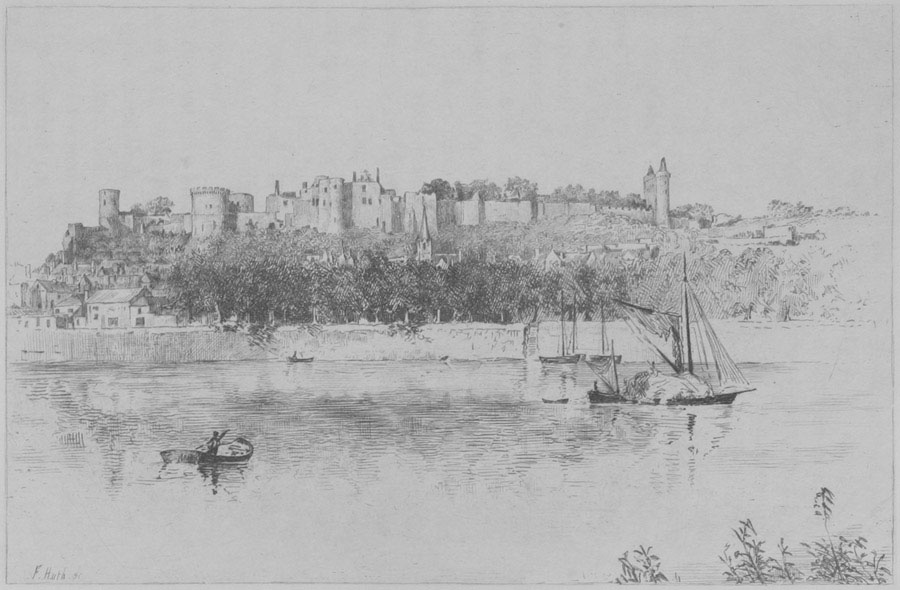
Le château de Chinon.

- Bernon (IIe abbé de 1005 à 1012) fait des accords touchant les églises et prieurés de Longueville et Tourtenay, ce qui fait voir que l'abbaye de Bourgueil possède déjà plusieurs églises et prieurés, outre la principale fondation faite par la duchesse Emma. En 996, cette comtesse de Poitou donne le domaine de Longueville, à Saint-Pierre-d'Autils, à l'abbaye Saint-Pierre de Bourgueil-la-Vallée, lors de sa fondation. L'abbaye y établit le prieuré Saint-Pierre de Longueville. Elle l'échange ensuite contre le prieuré de Tourtenay, possédée jusque-là par l'abbaye de Jumièges. Dans la charte d'échange entre Bernon, abbé de Bourgueil, et Robert, abbé de Jumièges, la terre est appelée Longavilla, in Normannia… et reçoivent en échange une terre appelée Tortiiniacus… Guillaume V d'Aquitaine et Richard III de Normandie, duc de Normandie du 23 août 1026 au 6 août 1027, autorisent cet échange en 1027[9].

1009-1012 : charte d'Hubert de Saumur, chevalier, qui donne à l'abbé Bernon, et aux religieux de Saint-Pierre de Bourgueil la viguerie et les droits de justice du château de Chinon, qu'il tint d'Alo, son seigneur. Il reçoit des religieux, pour cette donation, 4 000 sols. Alo donne son consentement à cette donation et reçoit deux cents sols, une cuirasse de prix et un cheval. Le comte Eudes, leur seigneur, confirme la charte et reçoit cent sols, parce que ladite viguerie relève de son fief. Hubert de Saumur lui donne aussi le prieuré de Saint-Melaine de Chinon et le chevalier Milesendis un autre prieuré, celui de Saint-Étienne de la Rajace.

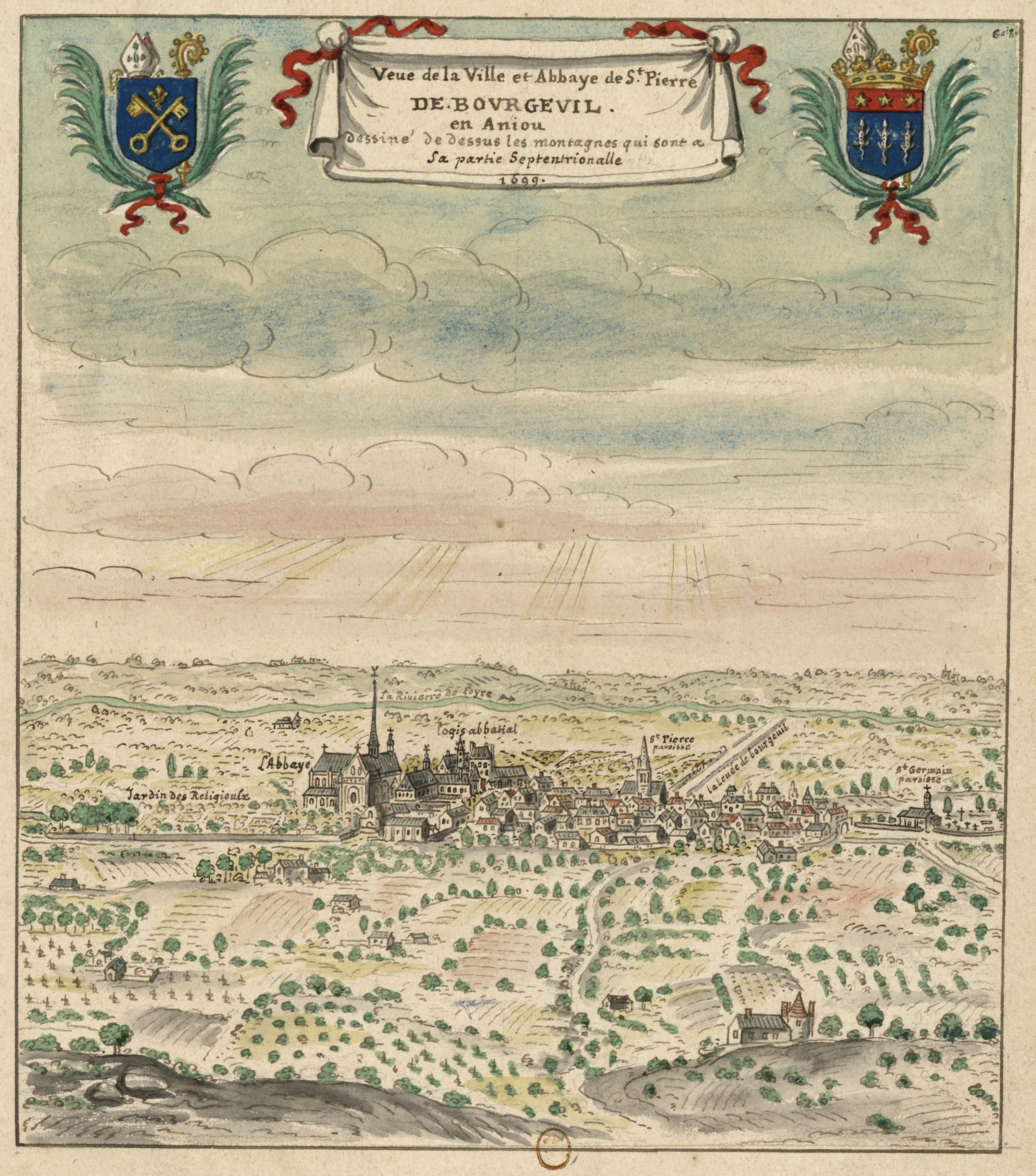
L’abbaye Saint-Pierre et la ville de Bourgueil.

Dans une autre charte Giraud, Giraldus, fils d'Ausbert, donne à l'abbé Bernon et aux religieux de Bourgueil octo victos ad glaulas super aquam argentum de pratis ad censum duos solidos et octo denarios. En récompense de cette donation, l'abbé et les religieux associent Giraud et sa femme Ermesende à leurs prières.
Data in mense maio, septimo kalendas maii, regnante Henrico rege Francorum.
Bernon meurt le 21 novembre 1012 et est inhumé dans la salle capitulaire.
- Teudon, (IIIe abbé de 1012 à 1045), ancien moine de l’abbaye de Saint-Julien de Tours, obtient une bulle du pape Benoît VIII une bulle qui confirme à cette abbaye tous les biens et privilèges qu’elle possède[12]. Il meurt à Bourgueil, en janvier 1045. Plusieurs fondations sont faites en faveur de l'abbaye de Bourgueil du temps de cet abbé, entre autres celle de Plessis-aux-Moynes à Chouzé-sur-Loire l'an 1015. La concession de l'église Saint-Nazaire d'Angoulins à l'abbaye de Bourgueil par le duc Guillaume V d'Aquitaine, se situe après le 21 novembre 1012 et au plus tard en 1014.
- Jean, (IVe abbé de 1045 à 1048), meurt à Bourgueil, le 14 février 1048[12]. En 1047, Raoul V de Beaumont-au-Maine avec Raoul, son fils cadet, il souscrit le don d'un serf à l'abbaye de Bourgueil.
- Renaud, (Ve abbé de 1048 à 1055). De son temps Lovo et Rahier fondent le prieuré de Plessis-aux-Moynes, à Chouzé-sur-Loire et le donnent à l’abbaye[12].
- Raymond, (VIe abbé de 1055 à 1087). En 1067, Jourdain de Chabanais et son fils Ainard donnent l'église de La Péruse aux religieux de Saint-Pierre de Bourgueil.

En 1068, Joscelin II de Parthenay, entré en religion, devient trésorier de l'abbaye Saint-Hilaire de Poitiers, puis archevêque de Bordeaux. Il accorde à Raymond, abbé de Bourgueil, la faveur d’édifier une église en dehors du château existant. Il déclare aussi qu’après son achèvement, l’église appartiendra à perpétuité au monastère. Il donne aussi, la chapelle existante à l'intérieur du château, un four dans le bourg, une masure et demie de terre, soit 40 hectares, le droit de pêche dans un vivier (étang), la faculté de couper du bois et, sept arpents pour planter des vignes. Joscelin II de Parthenay promet à tous ceux qui viendraient construire leur habitation autour de la nouvelle église, une immunité fort recherchée, celle de ne pas être justiciable de la juridiction baronniale, mais uniquement de la justice des moines, plus douce et plus intelligente. Marcel Garaud dans son mémoire de 1964 sur L’Avènement du régime Féodal au XIe siècle, écrira qu’à cette époque, les seigneurs exemptent de leur juridiction tous les hommes du monastère qu’ils fondent. Un privilège analogue est octroyé à l’abbaye de Bourgueil pour son prieuré de Secondigny. Ce texte semble montrer qu’à sa fondation, Secondigny possédait son prieuré avec des moines. Une longue liste de vassaux et de serviteurs accompagne l’archevêque Joscelin II de Parthenay, l’évêque de Poitiers et Raymond, abbé de Bourgueil, lors de la donation du bourg de Secondigny à l’abbaye de Bourgueil. Une fois l’église construite, l’abbaye de Bourgueil perçoit des revenus des paroissiens, la dîme, car comme l’écrit George T. Beech toute nouvelle terre mise en culture apporte de nouveaux revenus à son propriétaire. En 1069, en date du 28 février, nous notons aussi parmi les cartulaires de l’abbaye de Bourgueil, que par acte, Geoffroy de Blois, du consentement de sa femme Pétronille, héritière d’Argenton et de son fils Aimery, donne les deux églises à construire, d’Argenton Château, à l’abbaye de Bourgueil. Cette charte est confirmée par le suzerain, le vicomte Aimery V de Thouars, au seigneur Raymond abbé, abbas Raymundus. Parmi les témoins, nous notons Hebo de Partiniaco, que nous supposons être Hebbon, le seigneur de Parthenay. Confirmation la même année d’Isambert II, évêque de Poitiers.

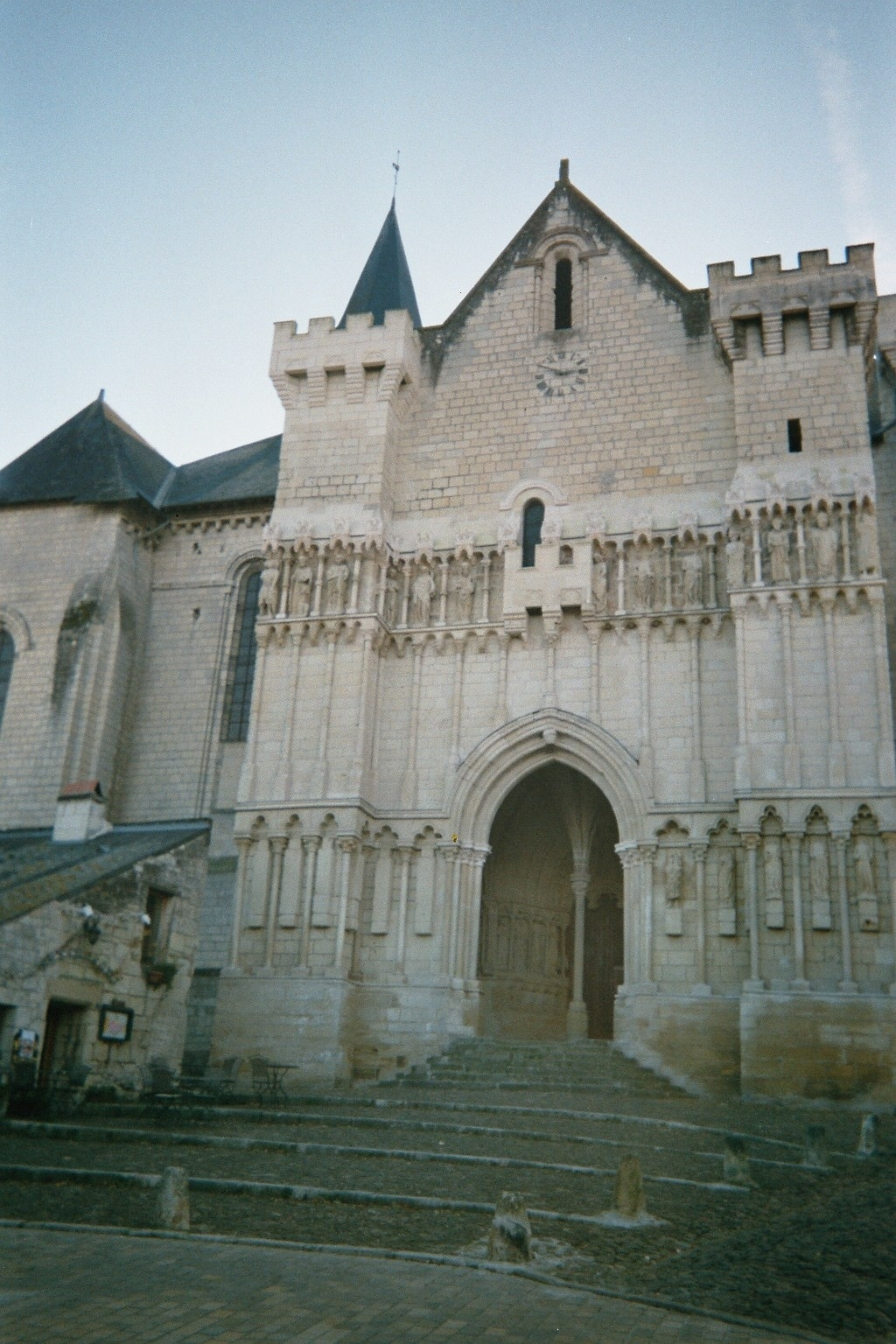
Porche de l'église de Candes-Saint-Martin.

Geoffroy de Blois, seigneur d’Argenton, continue ses libéralités à l’abbaye de Bourgueil en donnant peu après, l’église de Beaulieu-sous-Bressuire. Il est fait quantité d’autres dons et des fondations à l'abbaye de Bourgueil, tandis que celui-ci est abbé, principalement à l'égard des prieurés du Bouchet, Saint-Porchaire, Saint-André à Mirebeau, Saint Saturnin de Chevreuse, Saint-Pierre de La Péruse, au diocèse de Limoges. En 1076, Alo, fils d'Alo, fonde le prieuré de Neuil-sur-Dive, en Poitou, dépendant de l'abbaye de Bourgueil. Raimond. abbé de Bourgueil, du consentement de Barthélemy, archevêque de Tours, fait échange avec les religieux de Saint-Martin de Candes, d'une maison qu'il possédait à Candes, contre un cellier, que les religieux de Candes-Saint-Martin possèdent entre l'église de Saint-Martin et celle de St-Maurice. Charte de Regnault, qui, du consentement de sa femme, Béatrix, et de sa mère, Letitia, se désiste des prétentions injustes qu'il élève sur une terre et sur les colliberts de l'abbaye de Bourgueil, situés apud Coziacum. En récompense de son désistement, l'abbé Raimond lui donne un cheval et quinze livres de monnaie courante. L’abbaye est ravagée par un incendie le 19 septembre 1061. Les libéralités des seigneurs des environs permettent de la reconstruire rapidement.
Baudri de Bourgueil, (VIIe abbé de 1087 à 1107), Angevin de naissance, homme très savant pour le siècle, devient abbé en 1089. Il obtient de Pierre II, évêque de Poitiers, en 1087, une confirmation des églises que l'abbaye de Bourgueil a en l'évêché de Poitiers. Il est consacré évêque de Dol-de-Bretagne en 1107. Il a donné, sous le titre de Historia Hierosolymitana, l'histoire de la première croisade (1095-1099), publiée dans le recueil de Jacques Bongars et la Vie de Robert d'Arbrissel, dans le recueil de Jean Bolland. Moraliste, il s’élève contre le contenu de plus en plus faible des rouleaux des morts, parchemins transmis d’abbaye en abbaye à l’occasion de la mort d'un moine. De son temps, l'église de Limours, qui est du titre de saint Pierre, est donnée en 1091, par Geoffroy de Boulogne, évêque de Paris, à l'abbaye de Bourgueil. Les moines y forment un prieuré. En tant que paroisse, elle est comprise au Doyenné de Château-Fort, dans le pouillé de Paris, écrit au XIIe siècle, et marquée sous le nom de Lirais, comme dépendante de Bourgueil pour la nomination. En tant que prieuré, elle est marquée avec le nom de Prioratus de Limoves, sous le doyenné de Macy. Le Pelletier, dans son pouillé de 1691, marque que l'un et l'autre sont à la nomination de l'abbé de Bourgueil.

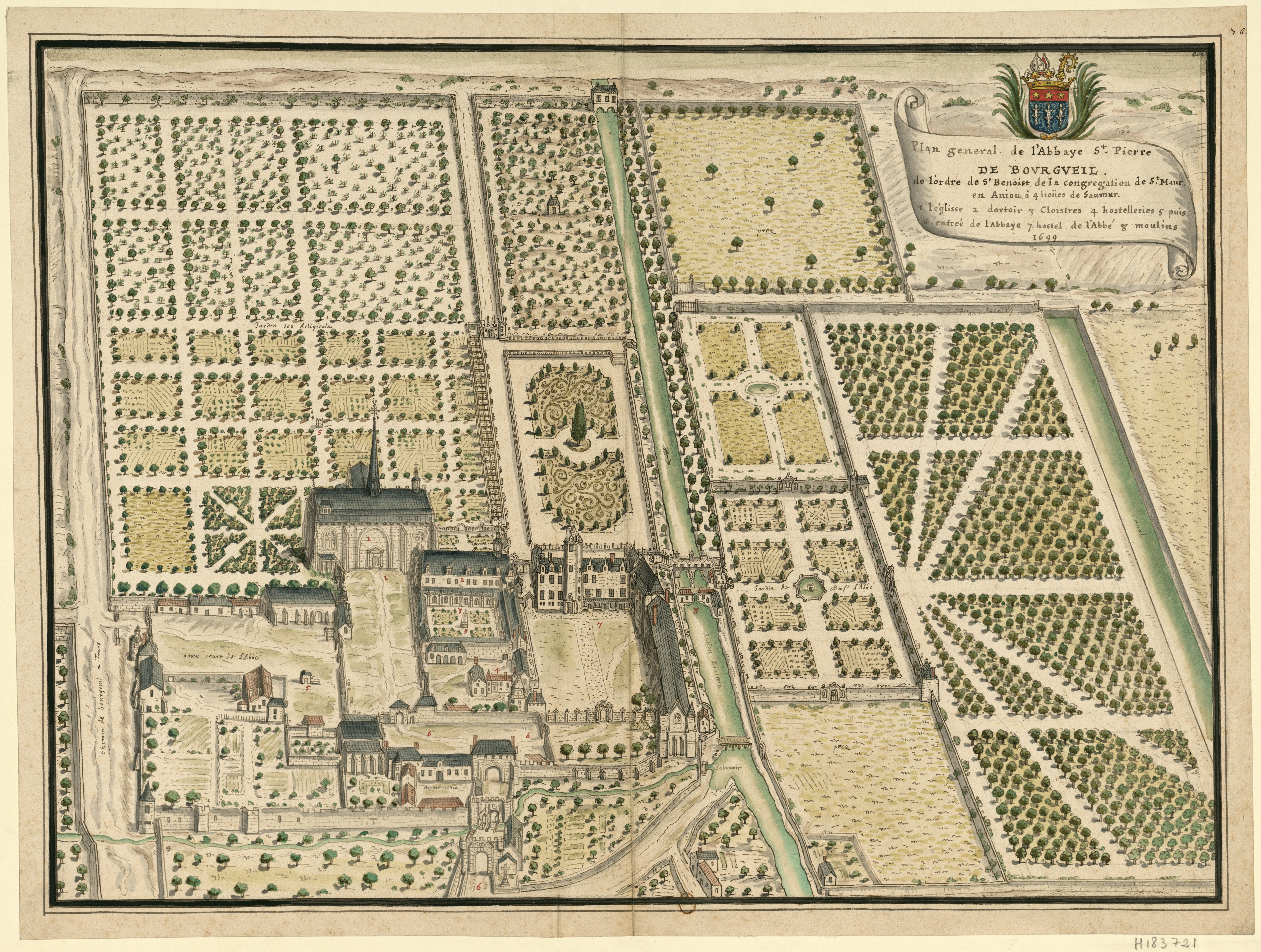
Le plan général de l’abbaye et de ses jardins.

En 1093, nous avons une charte d'Herbert, surnommé Payen, qui fait enterrer sa mère Bénédicte dans le monastère de Saint- Pierre de Bourgueil, où son père était déjà enterré, et qui donne aux religieux de cette abbaye, en reconnaissance de la sépulture accordée à ses père et mère, une écluse située sur l'Indre. Hugues, Aimery et Chrétien, ses frères, Adda et Guiberge, ses sœurs, Pépin, mari d'Adda, consentent à cette donation. Cet abbé fait-il réellement preuve de zèle pour le rétablissement de la discipline, puisque l'on voit que de son temps on n'observe pas l'abstinence de la viande dans l'abbaye de Bourgueil, même le samedi ? Bien loin de s'y opposer, il blâme la conduite d'un moine de son abbaye, qui ne veut point se conformer à cet usage, il le qualifie même de juif qui observe le sabbat. L'abbé Baudry ou Baldric a fait la description de l'abbaye de Bourgueil en vers latins et loue la beauté du grand jardin abbatial. Mais ce n'est encore rien du temps de Baudri de Bourgueil, comparé aux embellissements, canaux, jardins, allées, fontaines et autres agréments et promenades, que les abbés vont faire faire dans les siècles qui suivent. Au XVIIIe siècle, ce lieu sera devenu l’une des plus délicieuses et agréables demeures du royaume. C’est néanmoins déjà, au début du XIIe siècle, un véritable trésor empli de simples où viennent puiser les moines médecins et que Baudry célèbre en ces termes : J’ai un jardin rempli de plantes parfumées où fleurissent la rose, la violette, le thym et le crocus, le lis, le narcisse, le serpolet, le romarin, le jaune souci, le daphné et l’anis. D’autres fleurs s’y épanouissent à leur tour de sorte qu’à Bourgueil le printemps est éternel.

### Les successeurs de Gausbert de Blois auXIIesiècle

Blason de l’abbaye : D’azur à deux clés adossées passées en sautoir d’or, surmontées de trois fleurs de lys.

La première église abbatiale romane est démolie au XIIe siècle. Il faut que Baudry ait quitté l'abbaye de Bourgueil avant que d'être consacré évêque, car nous trouvons dès l'an 1106 un autre abbé que lui. Il s'appelle Humbert. Mais il ne figure pas sur toutes les listes.
- Guibert, (VIIIe abbé de 1107 à 1123) est d’abord prieur avant d’être élu abbé.
- Bernard, (IXe abbé de 1123 à 1126), auquel Aldéarde, vicomtesse de Thouars, donne ou confirme le prieuré de Saint-Léger. Il meurt le 17 février 1126 et est inhumé dans la salle capitulaire.
- Iterius, Xe abbé de 1126 à 1134) est d’abord prieur avant d’être élu abbé. Il est nommé évêque de Nantes en 1134 et donne sa démission d’abbé de Bourgueil[7].
- Pierre (XIe abbé de 1134 à 1148) est inhumé dans la salle capitulaire.

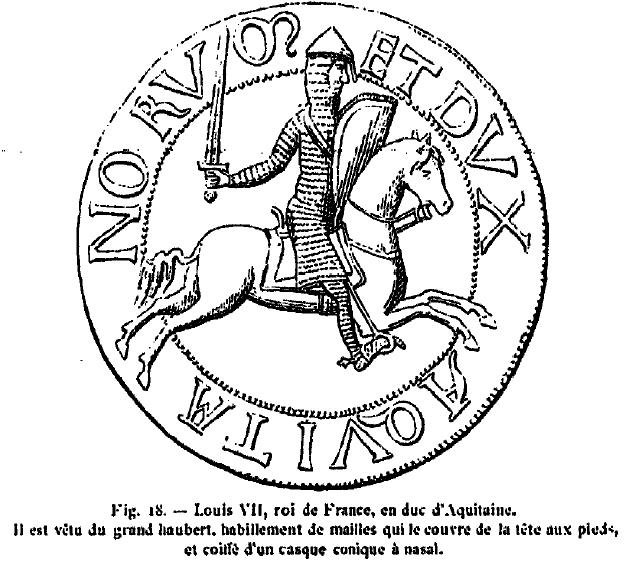
Contre-sceau de Louis VII, duc d’Aquitaine, qui peut du fait de ce titre ratifier et approuver l'élection de l’abbé de Bourgueil.

- Robert (XIIe abbé de 1148 à 1150). Ulger, évêque d'Angers de 1125 à 1148, écrit à l’abbé Suger de Saint-Denis, abbé de Saint-Denys, régent du royaume, pour lui faire agréer l'élection de Robert, qui est confirmée par Suger, à la prière d'Ulger. Le roi Louis VII, marié à Aliénor d'Aquitaine et donc duc d'Aquitaine, use de son droit de ratifier et d'approuver l'élection des abbés de Bourgueil. Mais cela n’est plus pratiqué depuis cette élection, à cause des guerres d'entre les François et Anglais.
- Aimery, (XIIIe abbé de 1150 à 1185). Un prieuré de bénédictins dit prieuré de la Breille à La Breille-les-Pins dépendant de l'abbaye de Bourgueil, est mentionné en 1169[23]. En 1156, Henri II d'Angleterre, comte d'Anjou et du Maine, duc de Normandie, roi d'Angleterre (1154–1189) tient les États Généraux de ses provinces à Bourgueil. En 1179, Barthélemy de Vendôme, archevêque de Tours (1174-1206), place l'église de la Sainte-Croix de Tours sous l'autorité de l'abbaye de Bourgueil, et, en 1203, par ses lettres apostoliques, le pape Innocent III confirme cette concession. En 1782, la paroisse de Sainte-Croix sera supprimée le 1er janvier[24].

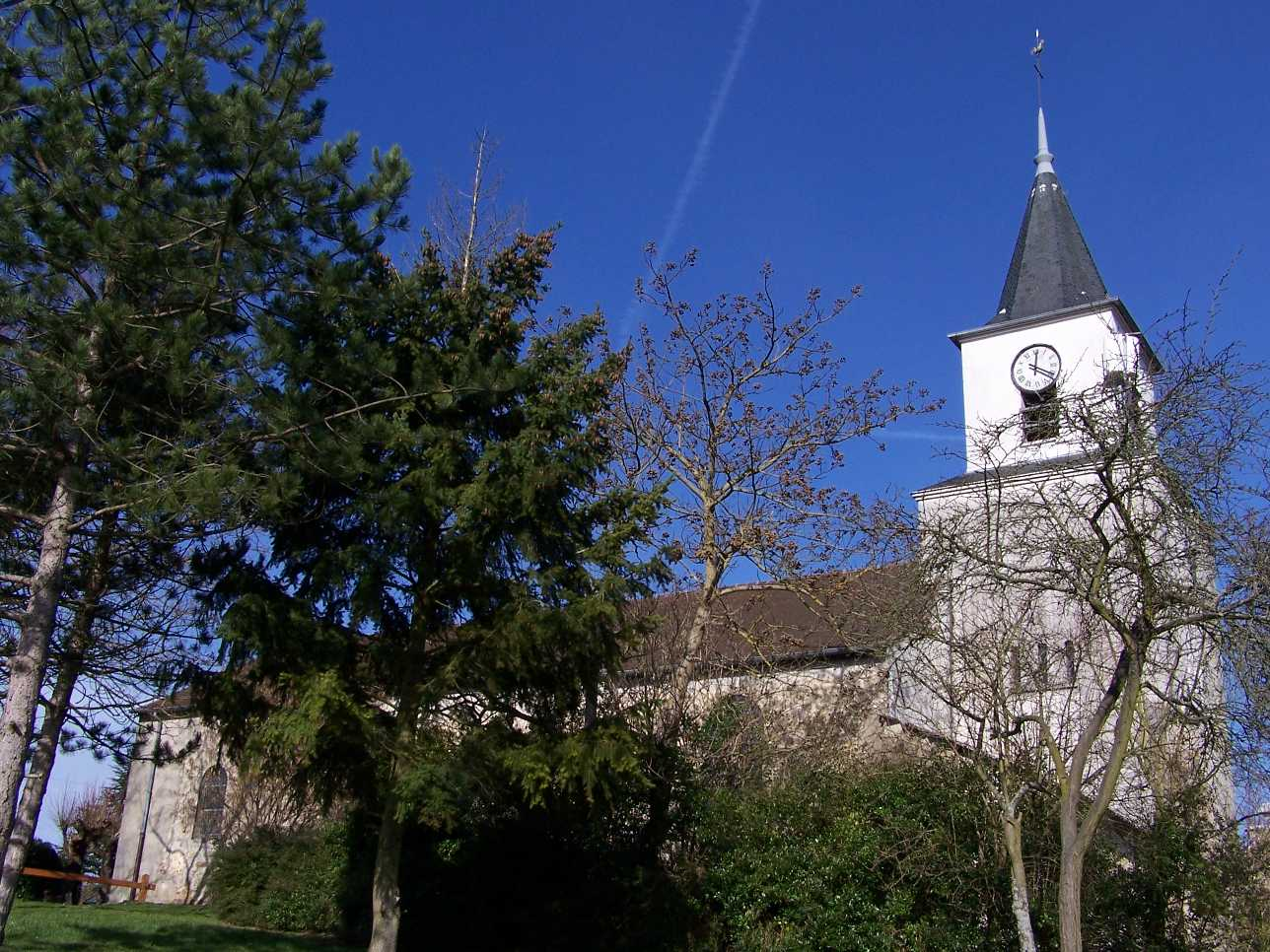
L'église Saint-Christophe à Châteaufort.

Le prieuré de bénédictins Saint-Christophe, à Châteaufort, dépend au milieu du XIIe siècle de l'abbaye de Bourgueil. Il revient à l’église paroissiale et la maison diocésaine. Le prieuré de Bénédictins Saint-Gervais à Neuillé, à côté de Saumur, datant peut-être d’avant le XIIe siècle, appartient aussi à l’abbaye. Audeberte, abbesse de Fontevrault, et la communauté du dit lieu, s'accordent, en présence du roi Henri II d'Angleterre, avec l'abbé Aimery et l'abbaye de Bourgueil, au sujet des terres et des bois des Loges (de Lotgis), ci-devant prieuré conventuel de l'Ordre de Fontevraud . Ingrandes-de-Touraine est un fief de l'abbaye de Bourgueil depuis la fin du XIIe siècle.
- Hilaire, (XIVe abbé de 1185 à 1207). Barthélemy de Chevreuse en 1192 donne à l'abbaye de Bourgueil neuf arpents de vigne à Bruyères-le-Châtel[28]. En 1198. Raymond d'Ussé, fils de Jacquelin, donne au monastère de Bourgueil le domaine d'Ingrandes. Raimundus de Uicceio…[29]. Hilaire fait restaurer les bâtiments claustraux qui tombaient ruines. Il meurt à Mirebeau et a sa sépulture dans ce prieuré de l’abbaye.

### Les successeurs de Gausbert de Blois auXIIIesiècle

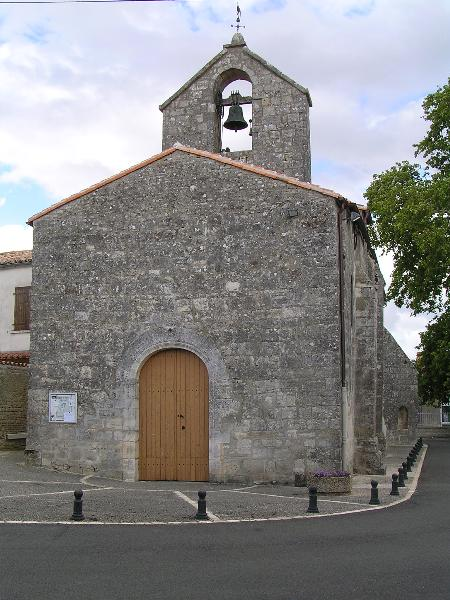
L'église de Houlette appartient à l’abbaye.

L'église paroissiale Saint-Martin à Houlette appartient d'abord à l'abbaye Saint-Cybard d'Angoulême. Elle est donnée à l'abbaye de Bourgueil, puis par la suite, en 1589, au prieuré d'Angoulême et enfin, en 1680, à l'abbaye Saint-Ausone d'Angoulême. Ce prieuré Notre-Dame-de-Beaulieu d’Angoulême a appartenu à l’abbaye de Bourgueil.
- Lucas, (XVe abbé de 1207 à 1212, auquel le pape Innocent III adresse la bulle de confirmation des privilèges de ladite abbaye, datée de 1208, en particulier à Châteaufort. Le pape Innocent III prend l’abbaye sous sa protection directe. Lucas est inhumé dan l’église de Bourgueil.
- Hubert, (XVIe abbé de 1223 à 1235). La possession du prieuré de bénédictins Saint-Christophe, à Châteaufort, lui est confirmé au mois d’octobre 1230. Il est cité dans des chartes de 1215, 1223, 1224, 1225 et 1230[7]. En 1227, un vidimus donné, sous le sceau royal de la prévôté de Paris, des lettres de Louis, roi de France, qui enjoint à ses baillis de protéger et de défendre les biens des religieux de Bourgueil qui se trouveraient situés dans leurs bailliages[31]. Hubert fait construire des murailles tout autour de l’abbaye.
- Guy (XVIIe abbé de 1235 à 1238) est inhumé dans la salle capitulaire.
- Geoffroy, (XVIIIe abbé de 1238 à 1257). L’an 1246 voit l’édification de la première église abbatiale gothique.

De son temps, en 1260, naît à Bourgueil, Étienne de Bourgueil, dans une famille de condition modeste, selon Louis Moréri. Ce Bourgueillois, élevé par les moines, ne devient pas abbé de Bourgueil, mais professeur de droit à Angers, puis archevêque de Tours (1324-1334) et fondateur d'un collège à Paris, où il loge hôtel Bourgueil. En 1333, Étienne de Bourgueil fait édifier le collège de Tours. Les abbés de Bourgueil ont leur maison de ville, l’hôtel Bourgueil, à Paris, rue de la Calandre, dont ils héritent d’Étienne de Bourgueil.

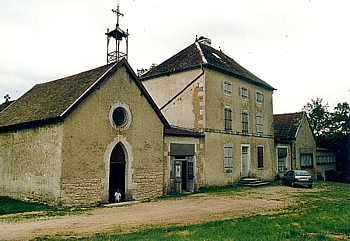
La chapelle de Bermont.

- Guillaume , (XIXe abbé de 1257 à 1274), cité en 1257 est inhumé dans l’église[7]. En 1263, du temps où il est abbé, Hugues dit l'archevêque, seigneur de Parthenay, s'accorde avec les religieux de Bourgueil, au sujet des droits et coutumes, angarias, parangarias et costumas qu'il veut exiger des hommes de l'abbaye demeurant aux lieux et territoires de Bucello, de Focaio, de Ozaio et de Saneto, Lauro[32]. L'ermitage et la Chapelle de Bermont appartiennent, vers la fin du XIIIe siècle à l'abbaye de Bourgueil, qui y entretient un religieux. Or Bermont, situé au nord de Domrémy-la-Pucelle, est fort éloignée du monastère de Bourgueil et plus onéreuse que profitable à ce dernier ; aussi les Bénédictins jugent-ils avantageux de s'en défaire et c'est ce qu'ils font en faveur de Geoffroy de Bourlemont le lundi avant la Saint-André en l'an de grâce 1263.
- Hugues, (XXe abbé de 1274 à 1301), continue la reconstruction de l’église et consacrée par l’évêque d’Angers. L’abbé y est inhumé. En 1275, des lettres du roi Philippe de France autorisent l'acquisition faite dans ses arrière-fiefs, par l'abbé et les religieux de Bourgueil, d'un hébergement avec toutes ses dépendances, et les autorise à convertir en bien de mainmorte, dans ses fiefs et arrière-fiefs, jusqu'à la somme de cinquante livres tournois[33].
- Geoffroy II, (XXIe abbé de 1301 à 1303).
- Gillebert de Vernou, (XXIIe abbé de 1303 à 1316) est inhumé dans le chœur de l’église.

### L’abbaye pendant la guerre de Cent Ans (1337-1453)
- Possessions de Jeanne de Navarre
- États pontificaux
- Territoires contrôlés par Édouard III
- Zone d'influence économique Anglaise
- Zone d'influence culturelle Française

- Gervais, (XXIIIe abbé de 1316 à 1355).

Sphères d'influence et principaux axes commerciaux au royaume de France en 1337.
Possessions de Jeanne de Navarre
États pontificaux
Territoires contrôlés par Édouard III
Zone d'influence économique Anglaise
Zone d'influence culturelle Française
Bourgueil est à la limite de ces zones.

Lettres patentes de Philippe VI de France, déclarant que le monastère de St-Pierre de Bourgueil a toujours été placé sous la sauvegarde royale, qu'il entend qu'il en soit toujours de même à l'avenir et mandant aux baillis de Touraine, d'Anjou et du Maine et au sénéchal de Poitou, qu'ils veillent à ce que les religieux jouissent de tous leurs privilèges, tant pour leur dit monastère que pour leurs prieurés.
Gervais meurt le 2 novembre 1355 et est remplacé par Bertrand de Vignac.
- Bertrand de Vignac (XXIVe abbé, de 1355 à 1361) est enterré dans le chapitre. L'édifice a du fait des guerres à subir de nombreuses avaries. C’est sous l'abbé Bertrand de Vignac, en 1361, que l'église est brulée par les ennemis du royaume[36].

- Joscelin, (XXVe abbé, 1361) est élu en mars 1361 et meurt le 5 septembre de la même année[37].

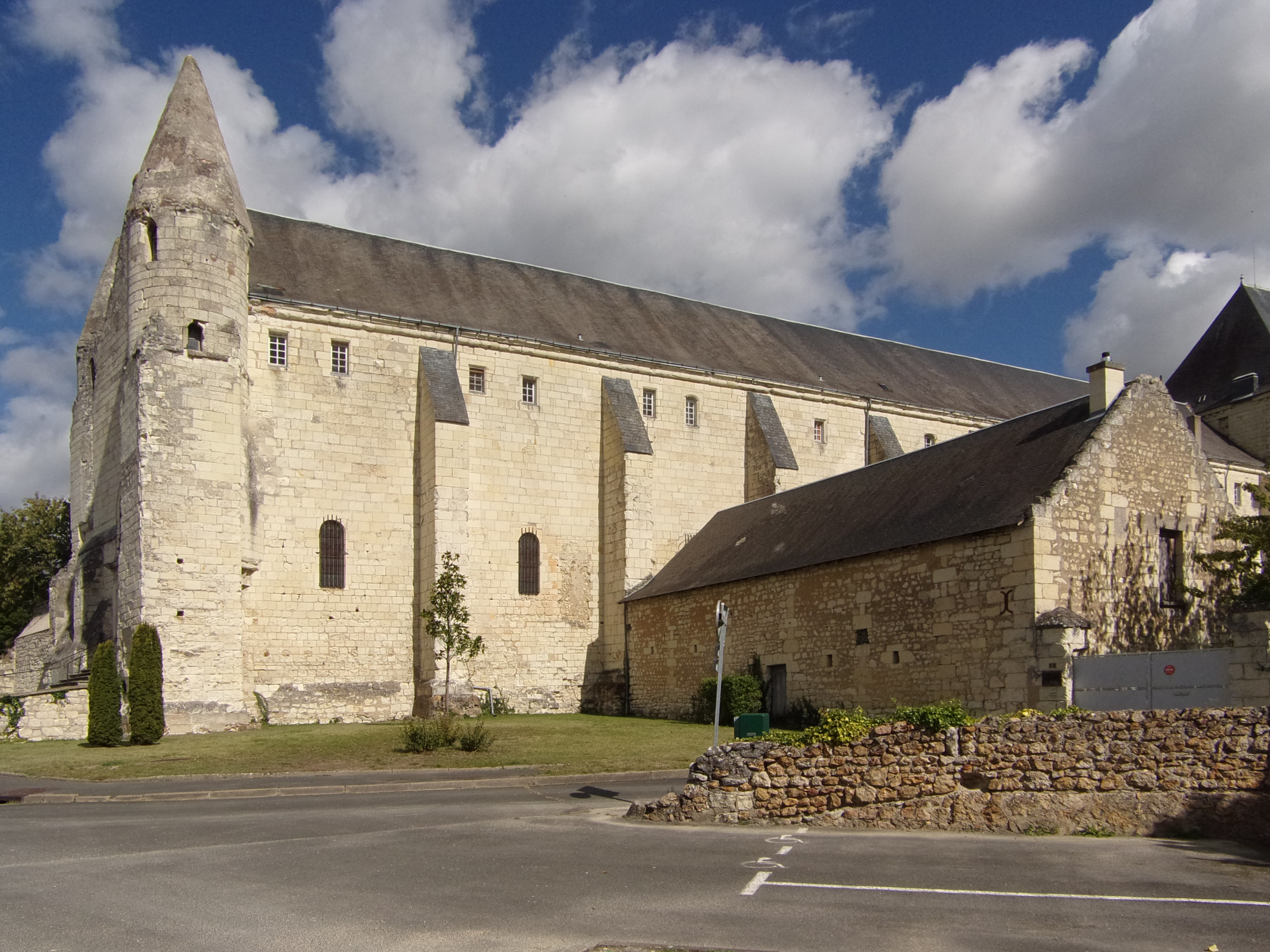
Les celliers.

De son temps, Bourgueil est ravagée par les Grandes compagnies. Le 30 avril 1361 l’abbaye et la ville sont incendiées. En conséquence de cela, le roi Charles V de France donne l’ordre de fortifier l’abbaye. Une nouvelle église abbatiale, plus monumentale est mise en chantier (le chœur comportait 70 stalles) ; elle demeurera inachevée. Autour de son église, l’abbaye comprend un château abbatial, un cloître, une galerie, des dortoirs de moines, des ateliers, l’hôtellerie, l’infirmerie, l’ancienne cuisine (semblable à celle de Fontevraud), les écuries, le chenil, sans oublier greniers et celliers flanqués de tourelles circulaires (chapelle actuelle), et le moulin du monastère, les jardins, en particulier les vignes du prieur et de l’abbé.
En 1370 des lettres du roi Charles, adressées à son frère, le duc d'Anjou, précisent que l'abbaye et les religieux de Bourgueil ont toujours été sous la protection immédiate des rois de France, et que l'abbé ne doit serment qu'à lui. En conséquence, il lui enjoint de demander à ses officiers de ne point obliger les religieux à des choses auxquelles ils ne sont point astreints.
- Possessions de Charles de Navarre
- Territoires contrôlés par Édouard III avant le traité de Brétigny
- Chevauchée d'Édouard III en 1359-60
- Territoires cédés par la France à l'Angleterre par le traité de Brétigny (suit le tracé du premier traité de Londres)

Royaume de France entre 1356 et 1363 : Jacqueries et Compagnies
Possessions de Charles de Navarre
Territoires contrôlés par Édouard III avant le traité de Brétigny
Territoires cédés par la France à l'Angleterre par le traité de Brétigny (suit le tracé du premier traité de Londres)
Bourgueil est entre 1356 et 1363 toujours à la limite du royaume de France et donc très convoitée.

- Pierre de Voyer, (XXVIe abbé de 1361 à 1371), d’une famille noble tourangelle, les Voyer. Il est nommé le 22 septembre 1361 et meurt le 17 avril 1371. En 1362, une charte de Charles, régent, au bailli de Touraine ou à son lieutenant, lui notifie que la difficulté des communications, et sur les représentations des religieux de Bourgueil, il accorde un délai à leur nouvel abbé, pour venir faire entre ses mains sa prestation de serment[39]. L’abbé hésite-t-il à prêter serment au roi de France ? Des lettres du roi Charles, en 1363, précisent que l'abbaye de Bourgueil, étant de fondation royale et sous sa garde spéciale, relève de l'autorité royale sans moyen ; que c'est à tort que le duc de Gascogne a mis le séquestre sur les biens de l'abbaye situés en Gascogne, parce qu'il ne peut exiger serment de l'abbé pour les dits biens[40]. Ce Pierre de Voyer reçoit, le 15 avril 1364, de Guillaume de Saint-Clair, des droits sur certains de ses biens. L’abbaye est désormais fortifiée. On y entre par une porte, flanquée de deux tours, munie d’un pont-levis. Deux murs crénelés défendent Saint-Pierre de Bourgueil-en-Vallée[41].
- Mathieu Gauthier, (XXVIIe abbé de 1372 à 1384), prête serment au roi le 8 juin 1372. Nous avons des lettres du bailli de Touraine, référant celles de Charles, dauphin et régent, qui fait savoir que l'abbé de Bourgueil a prêté entre ses mains le serment auquel il est tenu, et qu'en conséquence tout arrêt ou empêchement mis sur le temporel de l'abbaye doit être levé. Donné à Tours, sous le scel de notre bailliage, le huitième jour de juin, l'an de grâce mil trois cens soixante et douze[42]. Cet ancien conseiller du roi, originaire du Limousin fait faire quatre cloches pour l’abbaye[43]. En 1383, un accord entre les religieux de Bourgueil et Hue de Bellay, chevalier, seigneur de Bellay et consors. Hue, renonçant pour lui et les siens à ses prétentions et confessant n'avoir nul droit en ladite forêt. Nous avons aussi un mandement impétré de par les messieurs de Bourgueil, se plaignant de Raoul de Razilly, de Hue, sieur du Bellay, de Jehan de Maillé, chevaliers, et autres, qui s'étaient trouvés avec leurs chiens dans la forêt de Bourgueil et qui prétendaient en avoir le droit. Mathieu Gauthier a sa sépulture dans le chœur de l’église abbatiale[44]. Du Guesclin débarrasse la ville des Anglais en 1378.
- Guillaume de Ladan ou Le Dan, (XXVIIIe abbé de 1386 à 1395), naît à Rillé, et meurt le 4 mars 1395. Il est enseveli dans le chœur de l’église abbatiale, qu’il a rétabli après l’incendie de 1361[45]. Il fait d'autres importantes réparations dans l’église. Guillaume est inhumé dans le chœur de l’église.
- Pierre Girard, (XXIXe abbé de 1395 à 1418). Il continue les travaux dans l’église et donne à l’abbaye le fief de Chapil dans la paroisse de Brain-sur-Allonnes[37].
- Jean Reversé, (XXXe abbé de 1418 à 1425), reçoit du pape l’autorisation de porter la mitre. De son temps a lieu l’inauguration de la nouvelle église. Ses armes (deux cloches et une clé sont sculptées au-dessus de l’autel)[44]. Il meurt le 17 décembre 1425, affligé des désordres dus aux occupations militaires. Pendant deux ans, 200 cavaliers occupent la ville et l’abbaye et y font beaucoup de dégâts[46]. Ne pouvant les payer leur chef Pierre de Culant leur conseille de voler les paysans, les possédants et les religieux dans toute la région[47]. Il est inhumé dans la chapelle Saint-Thibault.
- Raoul Berruyer, (XXXIe abbé de 1425 à 1426). Son élection est imposée aux religieux par Pierre de Culant, commandant de la garnison de Bourgueil qui vend à beaux comptant la dignité devenue vacante. Berruyer échange en mai son abbaye contre celle de Seuilly.

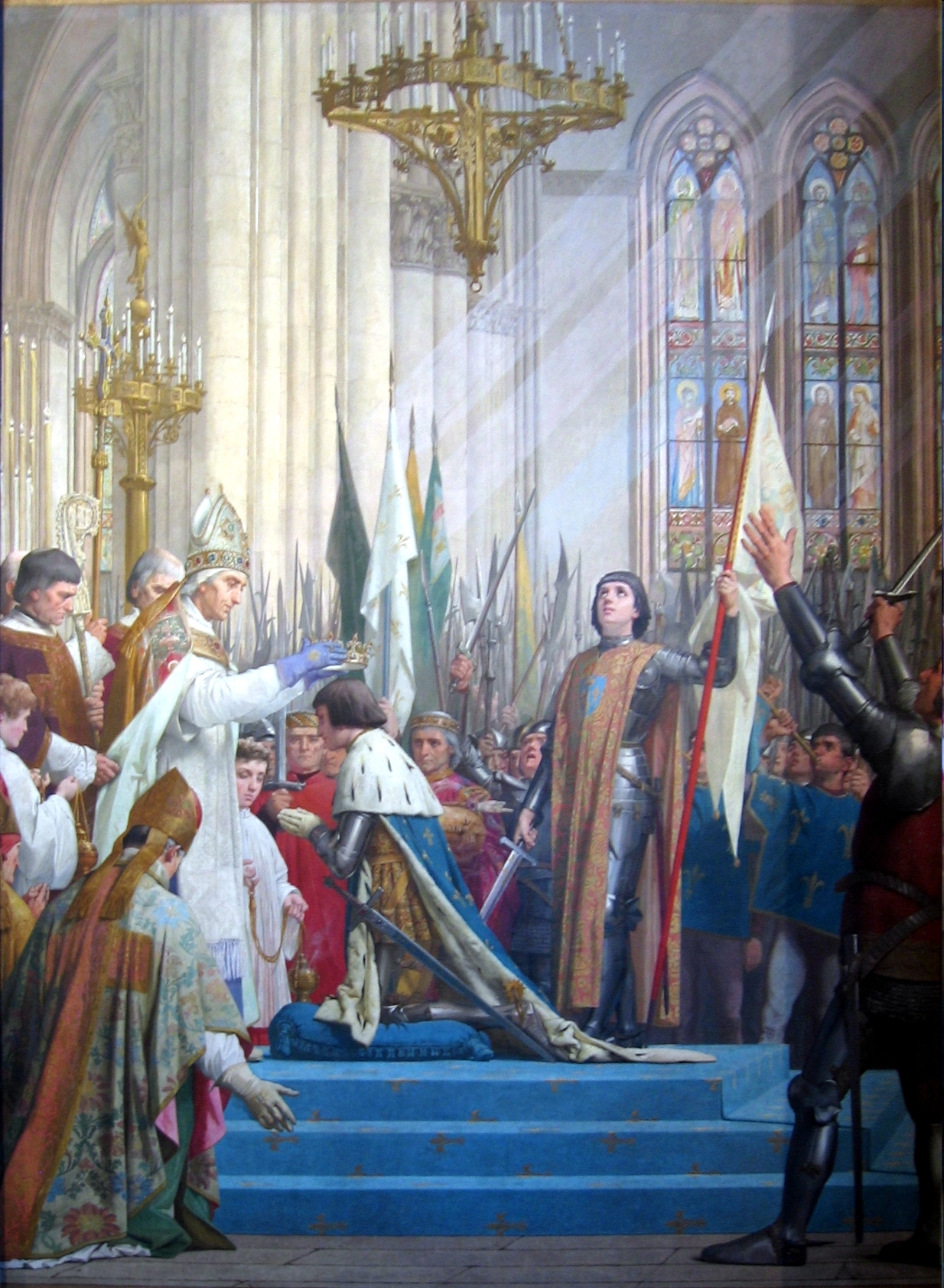
Du temps de Charles VII Bourgueil est au centre du royaume. C’est à Chinon que Jeanne lui affirme : Gentil dauphin, je te dis de la part de Messire Dieu que tu es vray héritier du trône de France.

- Eustache de Maillé, (XXXIIe abbé de 1426 à 1439), est membre de La plus grande maison de Touraine, dit l'auteur des Additions aux mémoires de Castelnau, et qu'on peut dire encore des plus anciennes et des plus illustres du royaume, et parent de trois archevêques de Tours[48]. Abbé de Seuilly, il devient, à la suite d’un échange, abbé de Bourgueil en 1426. Il fait un accord avec ses religieux touchant les aliments et pitances l'an 1437[49]. Il fait relever la flèche du clocher, reconstruire des bâtiments et construire un mur autour des jardins. Eustache de Maillé donne deux orgues à l’abbaye en 1439[50]. Quant à l'administration des biens, l'abbé Eustache de Maillé est en conflit avec Gilet Dupont, sergent à Chinon et Jean Foulques. En 1372, 1415 et 1434, dans des lettres les rois Charles VI de France et avant lui de Charles V de France, déclarent que les abbayes de Bourgueil, de Saint-Julien de Tours et autres, situées en Touraine, ont toujours été spécialement placées sous la garde royale, et donc que le duc d'Anjou, ou tout autre, ne peut s'immiscer dans leurs affaires. Dans une sentence du lieutenant du bailli de Touraine, siégeant à Chinon, en 1436, il apparaît que les sergents du duc de Touraine et d'Anjou n'ont aucun droit de faire exploits de justice en la terre et seigneurie de Bourgueil. Une autre sentence prononcée es assises royaux de Chinon, au profit des religieux de Bourgueil, contre le prévôt du dit lieu de Chinon, au sujet de la juridiction du lieu de Bourgueil en 1438. De graves conflits existent aussi entre les moines et cet abbé Eustache de Maillé. En 1428, la ville est prise par les Anglais et l’on se bat dans ses rues et dans l’abbaye.
- Louis Rouault de Gamaches, (XXXIIIe abbé de 1439 à 1450), seigneur de La Rousselière, de la famille poitevine des Rouault, seigneurs de Gamaches, est religieux à Bourgueil et prieur du prieuré d’Auzay, en Vendée. Il est élu le 30 octobre 1439 abbé par ses confrères. C’est lui qui commence la construction de l’hostel abbatial de Bourgueil. En 1455, le roi le nomme évêque de Maillezais. Alors surgit à Bourgueil un conflit comme dans beaucoup d'autres monastères, les religieux voulant élire leur abbé. Ils choisissent un certain Simon de la Verrue. Le roi Charles VII doit imposer ses décisions par des mesures énergiques.

### De la guerre de Cent Ans à la Renaissance

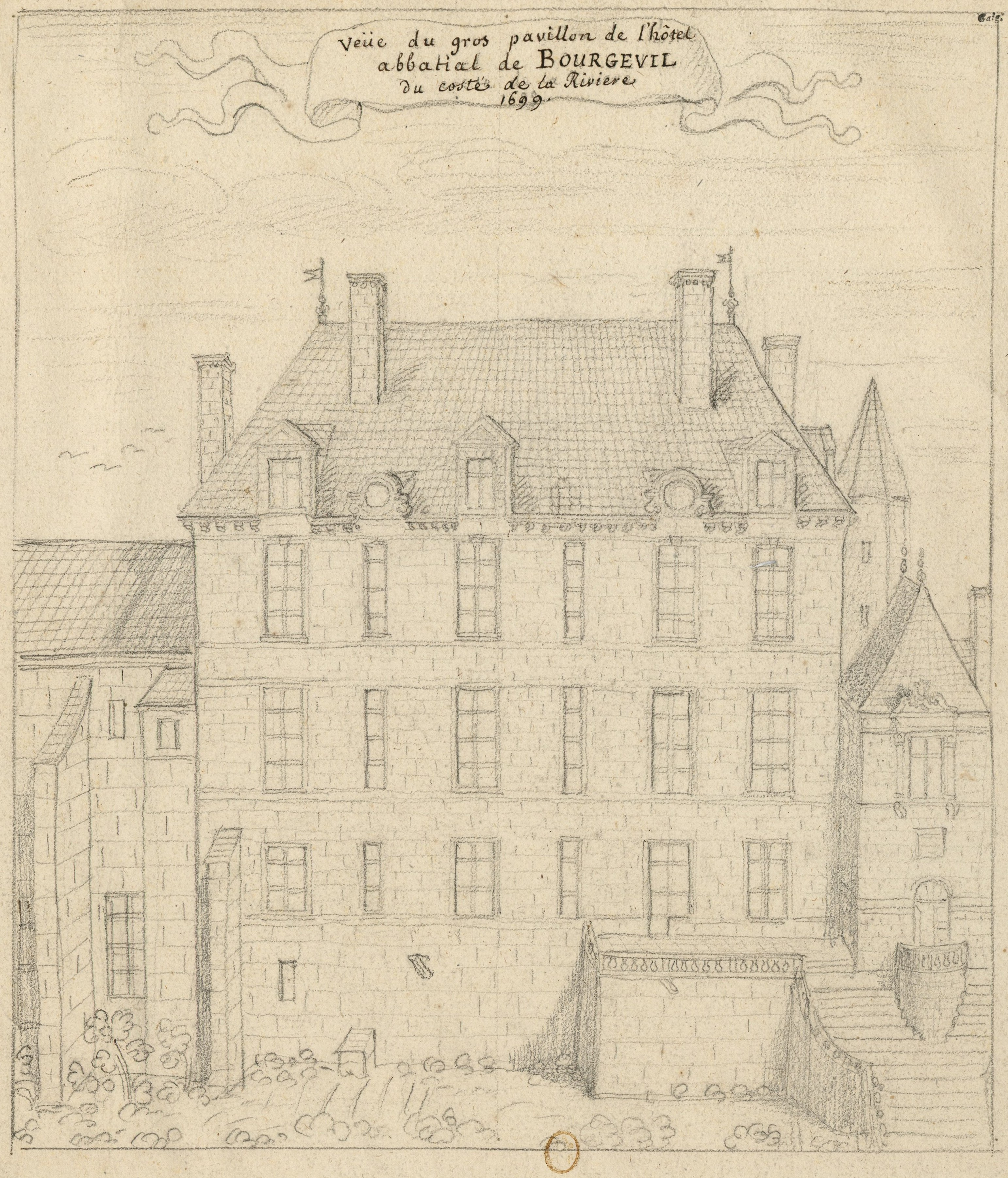
L’hostel abbatial de Bourgueil, vue de la rivière.

- Étienne de Faulquier (XXXIVe abbé de 1450 à 1455), ancien religieux de Saint-Étienne de Caen est nommé abbé commendataire de Bourgueil par Charles VII [51]. Il est inhumé dans le chœur de l’église.
- Louis Rouault de Gamaches, (XXXVe abbé de 1455 à 1475), est nommé abbé, cette fois-ci commendataire, de Bourgueil en 1468. Il répare les dortoirs et fait bâtir une partie du cloître en 1472, où l’on voit ses armoiries De sable à deux léopards d’or, l’un sur l’autre. L’abbé reçoit Louis XI (1423-1461-1483), qui a renouvelé la sauvegarde et la protection de l'abbaye en juin 1462[52], du 13 au 16 août 1469[53]. Il donne sa démission en 1475[51], à la suite de son trépas.
- Jean V Héberge, (XXXVIe abbé de 1475 à 1479), évêque d'Evreux élu le 17 novembre 1473, est nommé abbé commendataire de Bourgueil le 14 août 1475[54]. Une lettre de Louis XI indique que cette promotion est soigneusement préparée tandis que l'abbé doit être serviteur du roi[55] qui lui remet ses droits de 80 livres. Il meurt à Paris, le samedi 28 août 1479[56]. L'évêque Miles fait ses obsèques dans l'abbaye de Saint-Victor hors les murs de Paris, assisté des religieux dudit couvent[57].
- Guillaume de Clugny ou Cluny, (XXXVIIe abbé de 1479 à 1480), fils de seigneur de Conforgien, d'abord official et archidiacre d'Avallon, puis "conseiller et maistre des requestes de l'ostel du comte de Charrolois et son receveur et garde des deniers de son espargne" ainsi que trésorier général des ducs de Bourgogne[58], devient conseiller de Louis XI, à la suite de la mort de Charles le Téméraire. Il est nommé chanoine de Saint-Gatien et de la Saint-Martin de Tours, notamment "prothonotaire du Saint Siege appostolicque" avant 1478[59]. Le roi le nomme abbé de Bourgueil ainsi qu'évêque de Poitiers en 1479. Toutefois, cet abbé est toujours chargé plusieurs missions diplomatiques, notamment celles de la Bretagne et de Bar. Une réprimande du roi l’affecte et il meurt de déplaisir, avant le 14 août 1480[60].

## L’abbaye à la Renaissance

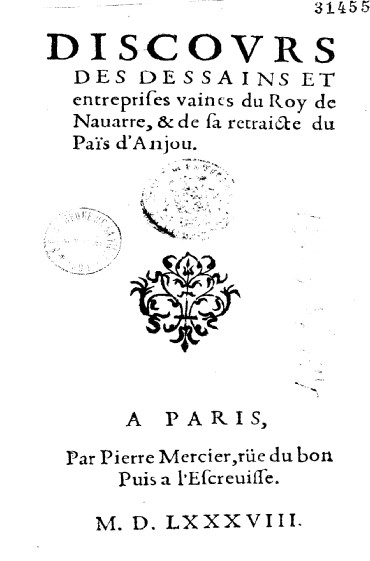
Discours du roi de Navarre, Henri IV à Bourgueil en 1588.

- Adrien Gouffier de Boissy (XXXVIIIe abbé de 1481 à 1513), élevé à la cour est destiné à l’Église, reçoit de bonne heure divers riches bénéfices ecclésiastiques, dont Bourgueil[61]. En 1491, Anne de Bretagne honore l’abbaye de sa présence, alors qu’elle se rend à Langeais pour la célébration de ses noces avec Charles VIII de France. En 1513, Adrien Gouffier de Boissy donne sa démission, mais il est promu par Léon X au cardinalat au titre des Saints-Marcellin-et-Pierre, le 14 décembre 1515 et nommé Grand aumônier de France (novembre 1516). Légat apostolique, il est la figure ecclésiastique la plus puissante et la plus en vue dans le royaume. Il est inhumé dans l’église de Bourgueil à l’entrée de la chapelle de la Vierge.
- Philippe Hurault, (XXXIXe abbé de Bourgueil (1513 à 1539), frère cadet de Raoul II Hurault de Vibraye, Huriel et Cheverny, et de l'évêque Jacques, est aussi abbé de Marmoutier, de Saint-Nicolas d'Angers et de St-Pierre de Sens. Il est le dernier abbé portant le froc. Il meurt l'an 1539.

François Rabelais vient régulièrement à Bourgueil en voisin de sa propriété toute proche de La Devinière (à Seuilly). Dans Gargantua, en 1534, après avoir offert à son moine Frère Jean des Entommeures de le nommer abbé de Seuilly, il lui propose l'abbaye de Bourgueil, cadeaux que ce dernier refuse. Gargantua et le moine batissent alors une "abbaye à son idée" : l'abbaye de Thélème.
- Charles de Pisseleu, (XLe abbé de 1539 à 1564), frère d’Anne de Pisseleu et oncle de Ronsard, évêque de Mende, puis de évêque de Condom 1545–1564 tient encore l'abbaye de Bourgueil l'an 1559. Il est le premier abbé commendataire. Une chronique de l’abbaye dit qu’il dépouilla l’aumônier, le prévôt et le cellerier…[63].

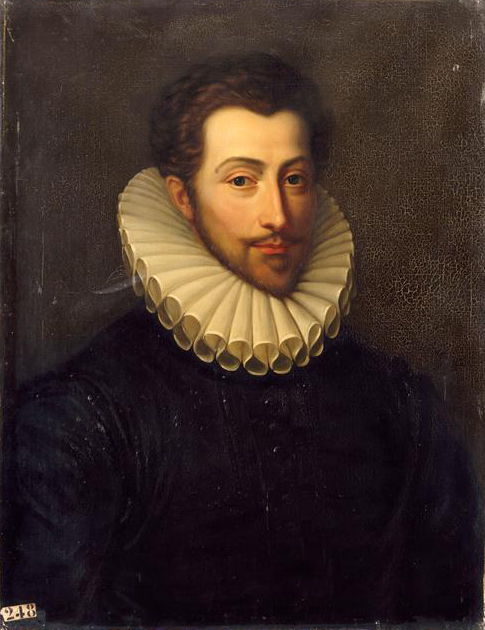
Portrait de Louis de Bussy d'Amboise.

L’abbaye est fortifiée. Les habitants des villages aux alentours doivent venir y monter la garde. Malgré ses défenses, en 1562, les protestants ravagent de nouveau le bourg et l’abbaye, notamment les deux églises et ils brûlent les reliques. Leur chef emporte les vases sacrées. À cette époque, l’abbé de Bourgueil nomme les curés des villages environnants et il échappe à l’autorité de l’évêque d’Angers. L’abbaye est une fondation royale et une baronnie. Bien entendu, elle rend la haute, moyenne et basse justice sur ses hommes, vassaux et sujets. Ils sont exempts de toutes chevauchées… en cas de guerres.
Le jardin Renaissance est créé par Philippe Hurault de Cheverny et embelli par la suite par Léonore d'Estampes de Valençay. Ces vastes jardins en terrasse jardins suspendus  sont très célèbres à cette époque et jusqu’en 1789 pour leur exceptionnelle beauté. Ronsard, neveu de l’abbé Charles de Pisseleu, qui séjourne très souvent à l’abbaye, les chante dans ses œuvres.
- Louis de Lorraine (1527-1578), (XLIe abbé de 1564 à 1578), cardinal en 1553, prend le titre de cardinal de Guise et sacre Henri III roi de France à Reims. Il est surnommé le cardinal des bouteilles. Catherine de Médicis séjourne à l’abbaye avec son fils Charles IX et la cour en novembre 1565.
- Louis de Bussy d'Amboise (XLIIe abbé de Bourgueil de 1578 à 1579) est sieur de Bussy-d'Amboise. Comme l'abbaye de Bourgueil devient vacante, le duc d'Anjou, futur roi Henri III, en profite pour la donner à son cher  Bussy d'Amboise, bien plus connu sous le nom du brave Bussy. Il est le petit-neveu du cardinal d'Amboise. En 1576 quand François d'Alençon reçoit l’Anjou en apanage, il nomme Bussy gouverneur de son duché et commandant du château d'Angers. Mais ce Bussy d’Amboise qui est assassiné le 18 août 1579, à La Coutancière en Anjou[63].
- René de Savoie, (XLIIIe abbé de Bourgueil, 1579 à 1581), baron de Cypierre, maître de la garde-robe d’Henri III qui bénéficie aussi du gouvernement d'Anjou. Jean Rosias n’est que son régisseur. René de Savoie vend son bénéfice ecclésiastique pour 18 000 écus.

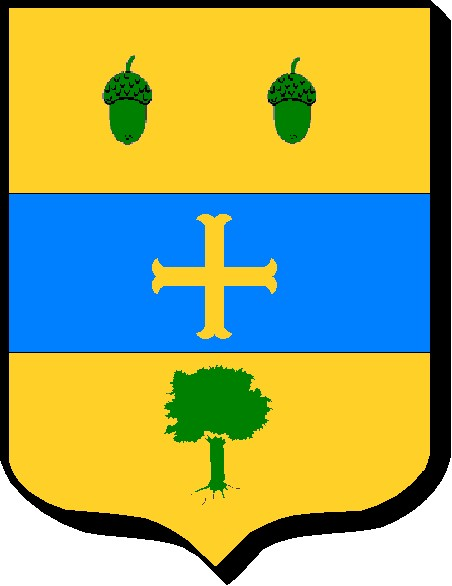
Blason des Bailly

- Guillaume Bailly (1519-1582) (XLIVe abbé de Bourgueil 1581 à mai 1582)[64], président de la Chambre des comptes, beau-père de Chrestienne Leclerc Du Vivier. Il est reçu avocat au parlement de Paris en 1538. Sieur de la Motte, comte de La Ferté-Aleps, conseiller du roi, président en la Chambre des Comptes, pourvu par lettres du 2 février 1549, conseiller du conseil de guerre et surintendant-général des finances de deçà les Monts, créé chevalier par le maréchal de Brissac au camp sous Vulpian, et confirmé dans ce titre par lettres-patentes du roi Charles IX, le 26 août 1571[65]. Il meurt empoisonné. Il est inhumé dans le chœur de l’église.
- Jean de Montluc de Balagny, (XLVe abbé de Bourgueil 1582 à 1585), maréchal de France, est gouverneur de Cambrai. Le roi lui retire son abbaye car il devient un partisan de la Ligue.
- Charles Ier de Bourbon, (XLVIe abbé de Bourgueil 1583 à 1587) né le et mort en 1590, est un cardinal français, également archevêque de Rouen de 1550 à sa mort, et oncle d'Henri IV. De son temps l’abbaye à beaucoup à souffrir des protestants. Elle est prise et pillée par eux lors de la troisième guerre. Ces enragés démolissent et renversent la nef de l'église de l'abbaye, qui ne sera point rebâtie, et y commettent d'horribles insolences.
- Jean de Montluc de Balagny, (XLVIIe abbé de Bourgueil 1587 à 1596), récupère son abbaye. Il vend son bénéfice de l'abbaye de Bourgueil à Jean d'Estampes, qui la destine à son fils, âgé alors de 7 ans. Le prix est 4 000 livres de rente.

## De la Renaissance à 1791
- Adrien Le Maistre, (XLVIIIe abbé de Bourgueil 1596 à 1603), est l’économe de Jean d'Estampes, conseiller d'État.
- Jean Bertaut, (XLIXe abbé de Bourgueil 1603 à 1611), premier aumônier de Marie de Médicis et, en 1606, évêque de Sées.
- Léonor d'Estampes de Valançay, (Le abbé de 1622 à 1651). Un incendie en 1612, déclenché par un orage, provoque un grave incendie et * Léonor d'Estampes de Valançay est l'auteur de nombreuses démolitions, mais on lui doit l'édification du nouveau château abbatial. archevêque de Reims, il reçoit en 1641 le bénéfice, parmi de nombreux autres, de l'abbaye Saint-Martin de Pontoise. De son abbaye bénédictine de Bourgueil, près de Fontevraud, la Grande Mademoiselle dit : Je continuai mon chemin jusqu'à Bourgueil, abbaye qui appartient  alors à M. l'archevêque de Reims, de la maison de Valençay. Le logement y est assez beau : ce qu'il y a de plus agréable est que c'est le lieu du monde dans la plus belle situation qui se puisse rencontrer. Il me plut tant, que j'y demeurai cinq à six jours. Il établit en l'abbaye de Bourgueil en 1630 les religieux réformés de la congrégation de Saint-Maur, qui ont des bulles pour réunir à la mense conventuelle les offices claustraux, ce qui est tantôt fait, et il n'y a bientôt presque plus d'anciens religieux.
- Henry d'Estampes de Valençay, (LIe abbé de 1651 à 1678), membre de la congrégation de Saint-Maur, chevalier de l'ordre de Saint-Jean de Jérusalem succède à son oncle Léonor d'Étampes. Il commande une galère, puis est ambassadeur de l’ordre à Rome, puis Venise. Général en chef de l’armée navale française (1632), puis ambassadeur du roi Louis XIII de France à Rome (trois ans) et grand prieur de France (1670), il meurt à Malte. En 1660, Henri d'Estampes rase l'ancien chapitre qui datait du XIIe siècle-XIIIe siècle et reconstruit un nouveau bâtiment dans le style mauriste.
- Louis-Nicolas Le Tellier de Souvré, (LIIe abbé de 1678 à 1684), lui succède par la grâce de Louis XIV à l’âge de 12 ans. Désormais, c'est un prieur qui dirigera l'abbaye. Les abbés n'y résideront plus. Louis-Nicolas donne sa démission en faveur de son frère Camille.
- Camille Le Tellier de Louvois, (LIIIe abbé de 1684 à 1718). Quatrième fils de François Michel Le Tellier de Louvois, il est docteur en Sorbonne à l'âge de 25 ans, puis intendant du Cabinet des médailles, conservateur de la Bibliothèque royale et grand vicaire de l'archevêque de Reims. Il est membre de l'Académie royale des sciences en 1699, de l’Académie royale des inscriptions et médailles en 1705 et de l'Académie française en 1706.

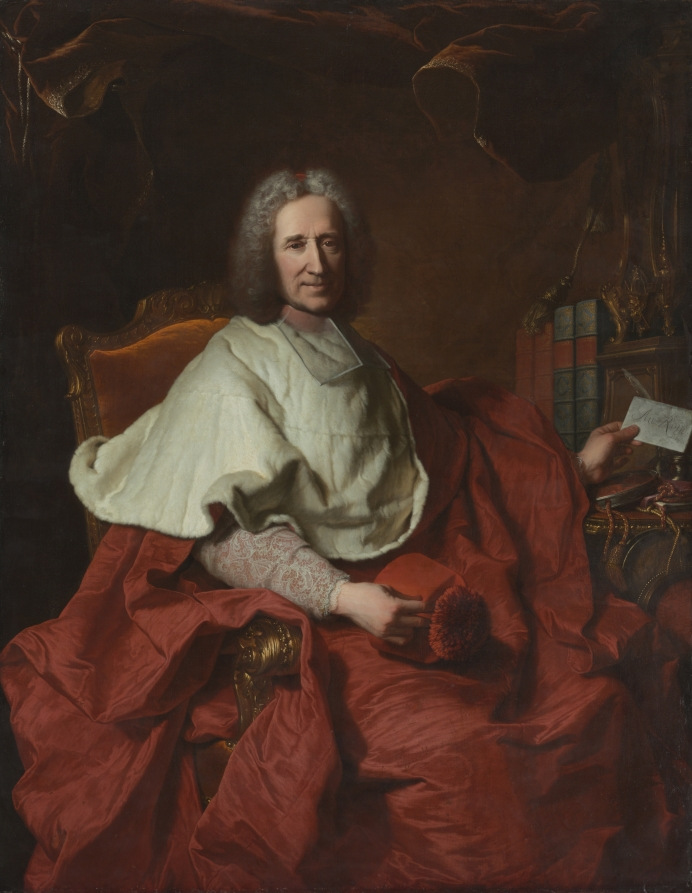
Le cardinal Dubois est un autre abbé de Bourgueil célèbre.

- Guillaume Dubois, (LIVe abbé de (1719 à 1723), appelé plus souvent l'abbé Dubois, puis le cardinal Dubois est un homme politique français qui est le principal ministre de l'État sous la Régence de Philippe d'Orléans. Il est nommé le 1er mars[66] à l'abbaye de Bourgueil, vacante par la mort du savant abbé de Louvois. Cette mort n'afflige pas le nouvel abbé. Il nomme un de ses neveux abbé du prieuré de Palaiseau, dépendant de l'abbaye de Bourgueil. Un gradué jette un dévolu sur ce bénéfice, et le fait signifier à son éminence, par un notaire accompagné de son clerc. Le cardinal, piqué de leur prétendue insolence, veut les faire conduire tous les deux à La Bastille. Déjà même des exempts de police qui sont toujours dans l'antichambre, aux ordres de l’abbé Dubois, se mettent en devoir de les appréhender au corps, pour faire leur cour au ministre[67].
- Louis Léonard d'Alègre, (LVe abbé de (1723 à 1750), fils du marquis de Beauvoir, entreprend la construction du réfectoire, du vestibule, de l'escalier et des étages supérieurs. Cette tâche demeure inachevée. En 1738, la Communauté compte de 25 à 30 religieux. Il est vicaire de Chartres en 1728, puis aumônier de la reine. Il meurt le 28 mars 1750.

Une notice écrite au milieu du XVIIIe siècle et citée par Jacques-Xavier Carré de Busserolle nous donne une idée de cette abbaye avant sa destruction : Ce monastère est fort bien situé dans un air fort serein et tempéré, fertile en bon fruits, bien que son principal terrouer soit assez ingrat n’étant qu’une terre sablonneuse ; et ce lieu est fort propre pour la chasse, abondant pour le gibier, principalement en bêtes fauves, comme cerfs, biches et sangliers, qui font de grands dégâts dans les biens des pauvres laboureurs. Ce monastère n’est pas un des moindres des provinces d’Anjou et de Touraine, soit que l’on considère la seigneurie de Bourgueil qui porte le titre de baronnie, la situation du lieu, la qualité des habitants qui sont assez bien partagés pour les dons du corps et d’esprit et fort portés à la piété ; soit que l’on considère les bâtiments du dit monastère dont l’église est fort belle avec des voûtes fort larges et élevées, à laquelle pour la rendre complète il ne manque qu’une nef. Les lieux réguliers qui l’accompagnent lui donne de lustre, car il y un beau cloistre, un beau chapitre bien voûté, accompagné d’un beau  dortoir et d’un grand réfectoire bien percé et fort bien lambrissé, avec un petit jardin à fleurs, au bout duquel il y a un grand jardin avec un petit bosquet de charmes et de sycomores et un clos de vigne. Mais ce qui donne la perfection aux lieux et bâtiments du dit monastère et y donner le dernier lustre, sont les appartements du logis abbatial qui consistent en de magnifiques bâtiments au-devant desquels il y a deux grandes cours avec porte cochère et une belle entrée de monastère, avec pont-levis et au derrière un beau parterre, de beaux jardins, une grande galerie sur un canal de 500 pas de long et une vigne au bout d’un pré, et à côté un beau parc fermé d’un côté de murailles et de l’autre d’un canal à mettre du poisson… toutes les susdites choses si bien compartées et divisées qu’elles rendent le logis abbatial le plus accompli des deux provinces d’Anjou et de Touraine….
- Germain Chasteigner de La Châteigneraye, (LVIe abbé de 1750 à 1781), aumônier du Roi, comte de Lyon, évêque de Saintes[51]. Les biens de l’abbaye sont estimés en 1775, représentant une valeur de près d’un million de livres[69].

1782 voit l'avènement du dernier abbé de Bourgueil. Les temps changent. Sur les droits d’usage, un procès oppose les habitants de la commune à différents propriétaires, entre autres l’abbaye de Bourgueil de 1781 à 1786.
- César-Guillaume de La Luzerne, (LVIIe abbé de 1782 à 1791) est un homme d'Église et d'État français. La mère de César-Guillaume de La Luzerne est la fille du chancelier Lamoignon et la sœur de Malesherbes. Il est le frère de César Henri de La Luzerne, ministre de la Marine sous Louis XVI et de Anne César de la Luzerne. évêque de Langres, duc et pair de France, avec 52 000 livres de rente annuelle, il prend part à l'Assemblée des notables de 1787 et aux États généraux de 1789. Il est le président de l'Assemblée pendant 13 jours. En 1791, il refuse de prêter serment à la Constitution civile du clergé et s'exile en Suisse, Autriche, puis à Venise[70].

## Un ensemble de bâtiments bien conservés
En 1828, les Sœurs de Saint-Martin de Bourgueil s'installent à l'abbaye. Elles vont occuper différents bâtiments : l'ancien château du XVIIe siècle,  les bâtiments du cellier du XIIIe siècle, l'ancien moulin, la grande aux Dîmes, le chai et les différents jardins attenants.
La partie monacale est rendue au diocèse de Tours sous l'influence de René François Renou, archevêque de Tours, à la fin du XIXe siècle. Il y fait un patronage qui se transforme en association loi 1901. L'Association de l'Abbaye, grâce au bénévolat, permet de restaurer et d'animer l'abbaye. Elle propose une kermesse annuelle, la vente de travaux manuels, une programmation cinématographique… Il est aussi possible de visiter les différents monuments ainsi que le musée, qui comporte plusieurs objets retraçant l'histoire de Bourgueil, que ce soit de l'époque de Napoléon en passant par le XVIIe siècle avec une série de projecteur et une chambre à l'identique.

## Vie de l’abbaye

### Les bénéfices et offices
Voici la liste des bénéfices. L'abbé qui est commendataire, et qui tire de cette abbaye pour sa part et portion vingt mille livres de rente, toutes charges acquittées, présente tous les bénéfices dépendant de celte abbaye, à la réserve des offices claustraux et chapelles régulières que voici, qui, avec la partition de la mense conventuelle, font environ seize mille livres de rente pour ces religieux. Ces offices sont et s'appellent : le prévôt, l'aumônier, le sacristain, l'infirmier, l'armoyer, le célérier, le prieur claustral, le sous-prieur, le chantre, et quatre chapelles régulières. Avant l'introduction de la réforme, il y avait d'ordinaire vingt religieux ou places de religieux à Bourgueil. Les réformés se sont réduits à dix ou douze, et ont réuni ces offices à la messe.
Les religieux donnent à l’hôpital de Bourgueil tous les ans huit cents boisseaux de différentes espèces de grains.

### Les prieurés

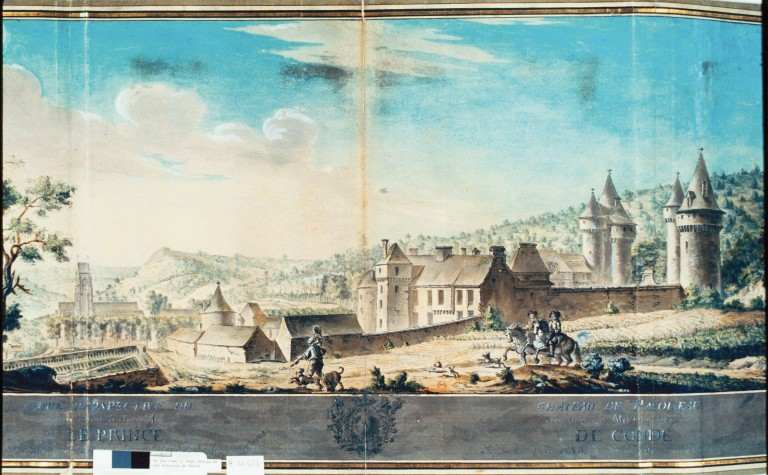
L’abbaye possède des prieurés même celui de Palaiseau.

L'abbé de Bourgueil présente, en Anjou : les prieurés simples du Plessis-aux-Moynes, de La Roche-aux-Moynes, Breille, Brain-sur-Allonnes, La Chapelle-aux-Choux; et les cures de Bourgueil, Chouzé, Varennes, Lublé, Chalonnes près le Lude et de Marcilly.
Au diocèse de Poitiers : les prieurés de Saint-Porchaire dudit Poitiers, Saint-Aubin du Dolet, Saint-Étienne de La Rajasse, Saint-André de Mirebeau, Saint-Hilaire de Vouzaille, Saint-Fort de Tourtenay, Saint-Hilaire de Sorge, Saint-Jean-Baptiste de Dercé, Chassaigne, Le Bas-Nueil, Vorge, Baussay, Jaunay, Montbeille, Parthenay, Regnepont, Heresson, Faye-d'Anjou, et La Roche Rabaste, alias Montbrilais.
Au diocèse de Maillezais : Saint-Léger-de-Montbrun, Saint-Laur, Saint-Pardoul, Auzay, Fossey (Foussais), du Busseau, Longuesme, Bervilieu, Bernon, Sillé.
Au diocèse de Paris : Limoux, Châteaufort, Palaiseau, Chevreuse, Erval, Villepreux.
Au diocèse de Saintes : Beaulieu de la ville d'Angoulême, avec Segonzac son annexe.
Au diocèse de Nantes : Derval.
Au diocèse de Limoges : Saint-Pierre de La Péruse.
Au diocèse d'Évreux : Saint-Germain de Marcilli, et Saint-Martin de Voudras.
Au diocèse de Tours : Sainte-Croix à Tours, Saint-Michel-sur-Loire, Saint-Bomain d'Ingrandes-de-Touraine.
Au diocèse de Chartres : Goussainville, Peautiolle, Saint-André de Neauphle-le-Château, Plaisir, Montigny, Touville, Pavolets.
Au diocèse de Toul : l'ermitage de Bermont à Domrémy-la-Pucelle
Presque tous les prieurés et églises ci-dessus ont des cures du même nom, que l'abbé de Bourgueil présente pareillement.